# Schiphol Group

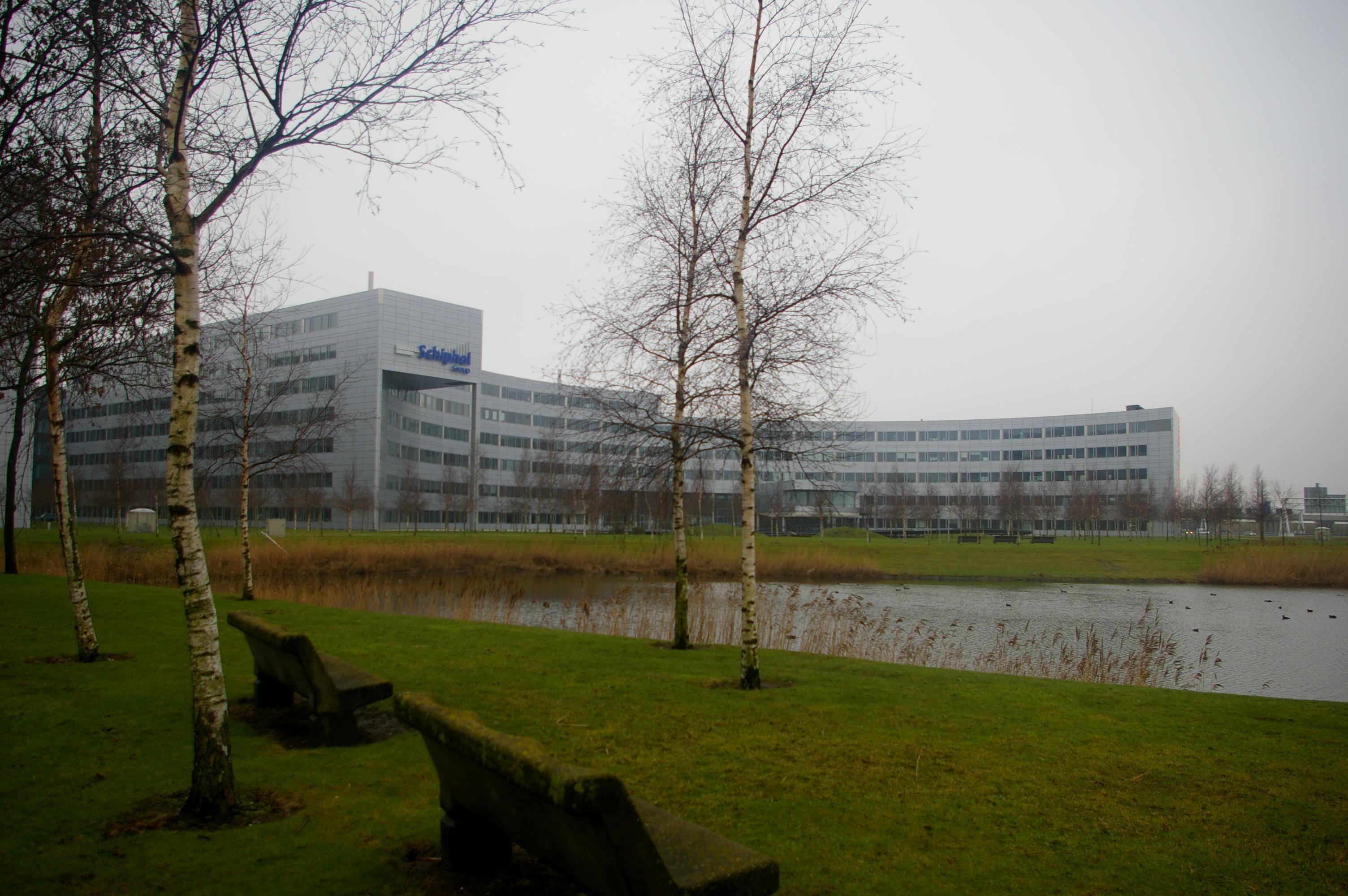
Schipholgebouw, hoofdkantoor

Koninklijke Schiphol Group (statutair: "Royal Schiphol Group N.V.") is een exploitant van luchthavens. Bij Schiphol Group werken bijna 3000 mensen.

## Activiteiten

### Nederland
Het bedrijf is eigenaar en exploitant van Amsterdam Airport Schiphol, Rotterdam The Hague Airport en Lelystad Airport en bezit 51% van de aandelen in Eindhoven Airport. Tevens werd er in 2023 een akkoord gesloten met Maastricht Aachen Airport voor een strategische samenwerking. Schiphol Group verwerft hierbij 40% van de aandelen van Maastricht Aachen Airport. 
Veruit de belangrijkste activiteit van Schiphol Group is de exploitatie van Amsterdam Airport Schiphol. Qua aantal passagiers staat deze luchthaven in Europa op de vierde plaats, na Londen Heathrow, Istanbul Airport en Parijs-Charles de Gaulle (2024). Wereldwijd neemt Amsterdam Airport Schiphol qua passagiers de twaalfde plaats in (2016). Op vrachtgebied staat Amsterdam Airport Schiphol in Europa in 2024 op plek vijf, na Frankfurt, Istanbul Airport, Parijs-Charles de Gaulle en Londen Heathrow.

### Buitenland
Buiten Nederland is 'Schiphol USA Inc.' eigenaar van JFK IAT, dat Terminal 4 op John F. Kennedy International Airport bij New York exploiteert. Daarnaast heeft Schiphol Group via 'Schiphol Australia Pty Ltd.' een 19,61% belang in Brisbane Airport Corporation, die de luchthaven van Brisbane in Australië exploiteert. Ook had het bedrijf één procent in handen van Vienna International Airport. In 2019 hebben Schiphol en QIC ieder een belang van 35% genomen in Hobart International Airport in Australië. De overige 30% bleef in handen van investeringsfonds Tasplan. Hobart is qua grootte de negende luchthaven van Australië en verwerkt jaarlijks 2,7 miljoen passagiers. In de Caraïben is Schiphol Group actief middels een management contract op Koningin Beatrix International Airport, de luchthaven van Aruba, en heeft het een contract met Prinses Juliana International Airport op Sint-Maarten.
Tot 2021 had Schiphol Group een aandelenuitwisseling (8%) met Aeroports de Paris in Parijs, Frankrijk. Deze samenwerking werd in 2022 beëindigd, waarna beide partijen hun eigen aandelen terug kochten.
| Luchthaven                                       | Aandelenbelang |
| ------------------------------------------------ | -------------- |
| John F. Kennedy International Airport Terminal 4 | 100%           |
| Hobart International Airport                     | 35%            |
| Brisbane Airport                                 | 19,6%          |

In 2011 startte de Braziliaanse overheid een veilingproces om luchthavens in verscheidene rondes gedeeltelijk te privatiseren. Schiphol heeft samen met Aéroports de Paris en twee Braziliaanse partners, aannemer Carioca Engenharia en beleggingsfonds GP Investimentost, een bod uitgebracht op een belang in de Internationale Luchthaven Antônio Carlos Jobim van Rio de Janeiro. In november 2013 werd de uitslag van de veiling bekendgemaakt. Het winnende bod van de beheerder van de Internationale luchthaven Changi in Singapore en het Braziliaanse bouwbedrijf Odebrecht Transport had een waarde van zo’n 6,1 miljard euro, ruim boven het bod van 4,7 miljard euro van Schiphol en partners. Eerder had Schiphol meegedaan aan een biedingsronde op de Internationale Luchthaven São Paulo Guarulhos, met ruim 32 miljoen passagiers per jaar het grootste vliegveld van Brazilië, maar ook daar viste Schiphol achter het net.

### Samenwerkingsverbanden
Schiphol Group heeft een samenwerkingsverband met Incheon International Airport Corporation in Seoul, Zuid-Korea met als doel wederzijdse kennisdeling te bevorderen.

### Hoofdvestiging
Het hoofdkantoor van Schiphol Group, standplaats voor ongeveer duizend medewerkers, is sinds 1997 gevestigd in het door Wim Quist ontworpen Schipholgebouw (SHG) op Schiphol-Centrum.

### Resultaten
Hieronder een overzicht van de financiële resultaten van Schiphol Group. Schiphol Group betaalde over het boekjaar 2019 een dividend van € 155 miljoen. In 2020 leed het een groot verlies, door de coronapandemie kwam het vliegverkeer grotendeels stil te liggen. Schiphol Group zag het aantal passagiers met 70% dalen waardoor de inkomsten sterk terugliepen. In 2020 en 2021 kreeg Schiphol Group in totaal € 196 miljoen uit hoofde van Noodmaatregel Overbrugging Werkgelegenheid die door de overheid was geregeld in het kader van de coronapandemie. Schiphol Group heeft vanaf 2019 geen dividend uitgekeerd aan de aandeelhouders.
Na de coronapandemie herstelde het luchtvaartverkeer snel. Op basis van het resultaat 2023 was de rentabiliteit op het eigen vermogen 2,9% en in 2024 was dit gestegen naar 7,9%.
| Jaar | Omzet         | Exploitatie- resultaat | Netto- resultaat | Werknemers (in FTE) | Passagiers (× miljoen) |
| Jaar | (× € miljoen) | (× € miljoen)          | (× € miljoen)    | Werknemers (in FTE) | Passagiers (× miljoen) |
| ---- | ------------- | ---------------------- | ---------------- | ------------------- | ---------------------- |
| 2004 | 876           | 265                    | 161              | 2216                |                        |
| 2005 | 948           | 311                    | 193              | 2179                |                        |
| 2006 | 1037          | 316                    | 527              | 2293                |                        |
| 2007 | 1146          | 420                    | 316              | 2459                |                        |
| 2008 | 1154          | 294                    | 187              | 2506                |                        |
| 2009 | 1154          | 187                    | 133              | 2496                |                        |
| 2010 | 1180          | 297                    | 169              | 2328                |                        |
| 2011 | 1278          | 304                    | 194              | 2115                |                        |
| 2012 | 1353          | 296                    | 199              | 2087                |                        |
| 2013 | 1382          | 321                    | 227              | 2058                |                        |
| 2014 | 1438          | 403                    | 272              | 2039                |                        |
| 2015 | 1423          | 505                    | 374              | 2000                | 64,3                   |
| 2016 | 1435          | 420                    | 306              | 2063                | 70,0                   |
| 2017 | 1458          | 359                    | 280              | 2180                | 75,9                   |
| 2018 | 1509          | 368                    | 278              | 2324                | 79,2                   |
| 2019 | 1615          | 395                    | 355              | 2519                | 80,5                   |
| 2020 | 688           | –530                   | –563             | 2711                | 23,5                   |
| 2021 | 816           | –145                   | 103              | 2474                | 28,9                   |
| 2022 | 1491          | −152                   | −77              | 2487                | 60,8                   |
| 2023 | 1852          | 6                      | 22               | 2820                | 70,9                   |
| 2024 | 2245          | 544                    | 418              |                     | 75,9                   |

## Bestuursvoorzitters
- Jan Dellaert (1920-1960)
- Sam de Mul (1960-1969)
- Dolf van Stapele (1960-1973)
- Duco Riemens (1974-1978)
- Jan Willem Wegstapel (1978-1989)
- Rob den Besten (1989-1992)
- Hans Smits (1992-1998)
- Gerlach Cerfontaine (1998-2009)
- Jos Nijhuis (2009-2018)
- Dick Benschop (2018-2022)
- Ruud Sondag (2022 (interim)-31 mei 2024)[8]
- Pieter van Oord (1 juni 2024- )

## Aandeelhouders
Schiphol Group is voor 69,77% eigendom van de Nederlandse staat (ministerie van Financiën), 20,03% van de gemeente Amsterdam en 2,2% van de gemeente Rotterdam. In december 2023 heeft de gemeente Amsterdam zich uitgesproken voor een krimp van de luchthaven Schiphol. Luchthavenwethouder Hester van Buren wil een reductie van het aantal vluchten met 12% naar een maximum van 440.000 vluchten per jaar. De gemeente verlegt hiermee de focus van economie naar duurzaamheid en een betere leefomgeving voor de omwonenden.
De overige 8% waren vanaf 2008 in handen van Aéroports de Paris (ADP) en Schiphol Group heeft een even groot belang in ADP. Op 28 juli 2021 maakten echter ADP en Schiphol Group bekend de samenwerking te zullen beëindigen na afloop van de overeenkomst die eindigt op 30 november 2021. De in handen zijnde aandelen door en van beide partijen worden verkocht en dit proces moet uiterlijk 30 mei 2023 zijn afgerond. Op 6 december 2022 meldde Schiphol dat alle aandelen van het beursgenoteerde ADP zijn verkocht. ADP heeft de aandelen Schiphol in portefeuille verkocht aan Schiphol Group die daar € 410 miljoen voor heeft betaald. Hiermee is een einde gekomen aan de wederzijdse aandelenbelangen.
In 2006 wilde toenmalig minister van Financiën Zalm Schiphol privatiseren. De Staat der Nederlanden had 76,0% van de aandelen en de gemeente Amsterdam 22,0%. Zalm wilde een deel van de aandelen naar de beurs brengen en de rest onderhands verkopen. De luchtvaartmaatschappijen op Schiphol waren tegen dit plan. Ze vreesden dat Schiphol dan als monopolist de tarieven kunstmatig hoog zal houden en dat de maatschappijen en passagiers daarvoor de rekening gepresenteerd zullen krijgen. Het Kabinet-Balkenende IV hield de privatisering van de luchthaven tegen.